# Austrozele nipponensis
Austrozele nipponensis är en stekelart som beskrevs av Van Achterberg 1993. Austrozele nipponensis ingår i släktet Austrozele och familjen bracksteklar. Inga underarter finns listade.